# Helyes laboratóriumi gyakorlat
A helyes laboratóriumi gyakorlat (angolul Good Laboratory Practice; rövidítve GLP) a laboratóriumok működtetésének alapelveit tartalmazó szabálygyűjtemény.

## A GLP-alapelvek bevezetése Magyarországon és a laboratóriumi helyiségek
A nemzetközi szinten már 1978 óta működő GLP-alapelvek (Good Laboratory Practice, azaz a Helyes Laboratóriumi Gyakorlat) bevezetésére hazánkban 1999 – ben került sor 31/1999. (VIII.6.) EüM - FVM együttes rendelet (gyógyszerek, növényvédőszerek) hatálybaléptetésével. A laboratóriumi helyiségekről is rendelkező részletes jogszabály a 42/2014. (VIII. 19.) EMMI rendelet "A helyes laboratóriumi gyakorlat alkalmazásáról és ellenőrzéséről".

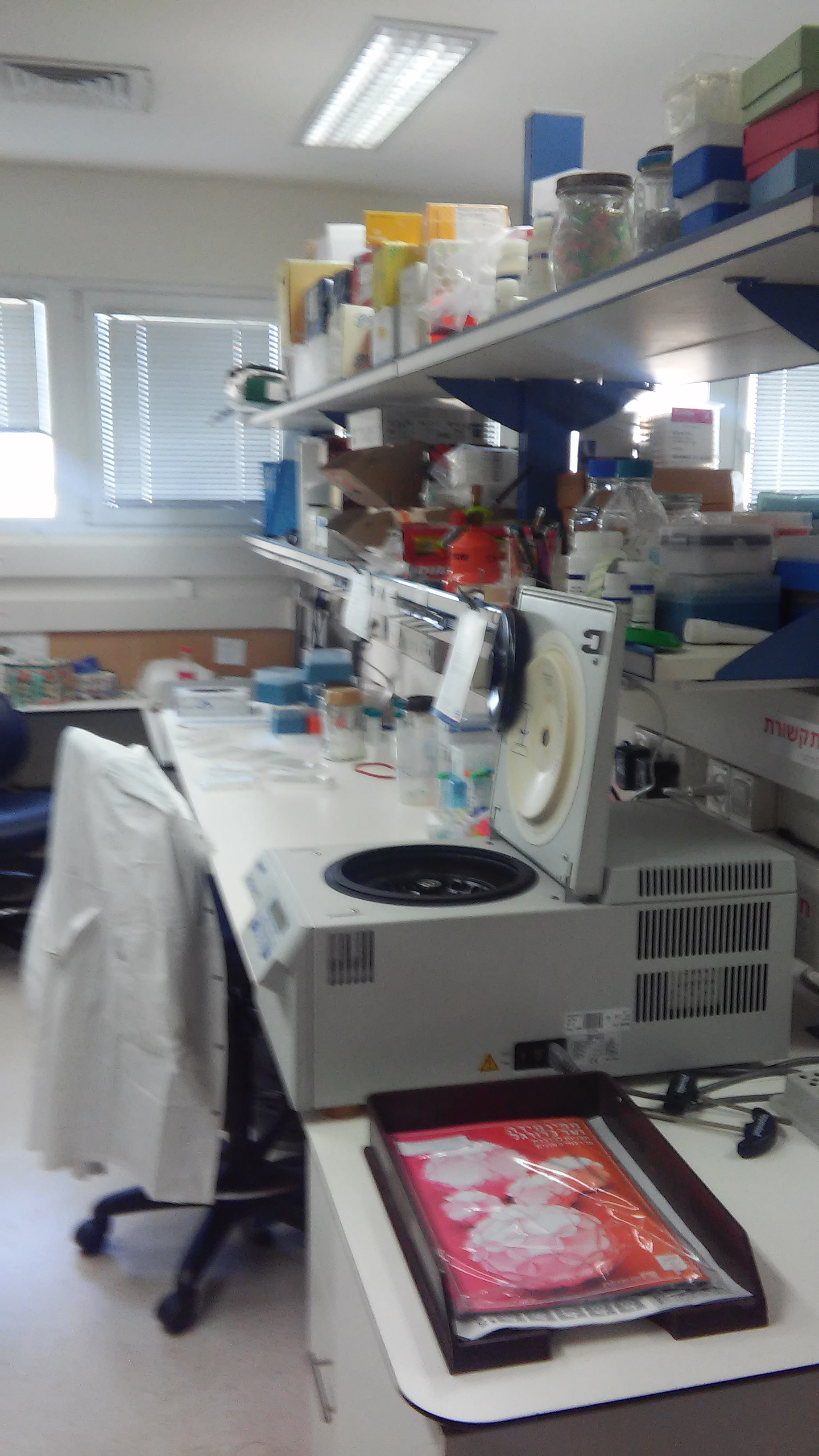
Modern biológiai laboratórium 2015-ben

A GLP-rendszer az alábbi dolgokra terjed ki:
- Veszélyes anyagok, készítmények, új anyagok
- Gyógyszerek (humán, állatgyógyászati készítmények)
- Növényvédő szerek
- Ipari/háztartási kemikáliák.

A rendelet hatálya kiterjed a forgalmazó, a vizsgálatokat végző intézményekre, vállalkozásokra illetve a felügyeletet ellátó szervekre. Köztudott, hogy az emberektől levett laboratóriumi vizsgálati anyagok (vér, vizelet, széklet, szövetminta stb.) veszélyes anyagoknak minősülnek.

## A biztonsági vizsgálatok típusai
A vizsgálatok típusai szorosan kapcsolódnak különféle szakmákhoz illetve iparágakhoz, gazdasági ágazatokhoz.
- Fizikai-kémiai jellemzők vizsgálata
- Toxikológiai vizsgálatok
- Mutagenitási vizsgálatok
- Környezetvédelmi, ökotoxikológiai vizsgálatok vízi és szárazföldi szervezeteken
- A vízben, a talajban és a levegőben való lebomlás;  bioakkumuláció
- Szermaradvány vizsgálatok (kritikus fázisok: szer kijuttatás, mintavétel, analízis)
- A mikroklímára és a természetes ökoszisztémára gyakorolt hatások vizsgálata
- Analitikai és klinikai kémiai vizsgálatok
- Egyéb (pl. kórszövettan, biztonsági farmakológia, implantátumok biztonsági tesztje, biológiai hatékonyság és szelektivitás vizsgálat, mikrobiológiai analízis, vakcinák biztonsági vizsgálata, in vivo ártalmatlansági vizsgálat, toxiko-/farmakokinetikai és metabolizmus vizsgálatok stb.)[4]